# Slovenski tednik
Slovenski tednik je bil slovenski brezplačni časopis, ki je izhajal pred volitvami leta 2008. Prvi izvodi so bili natisnjeni januarja 2008. Izhajati je prenehal marca 2009. Odgovorni urednik Slovenskega tednika je bil Andrej Lasbaher, direktor podjetja Progresija. Časopis so tiskali v Gradcu, v eni od tiskarn Styrie.
V nakladi 370.000 izvodov ga je distribuirala Pošta Slovenije. 
Časopis naj bi sofinacirala tudi slovenska cerkev.
Brezplačnik naj bil tesno povezan s stranko SDS. Namen izdajanja tega časopisa (in drugih brezplačnikov, npr. Ekspres) je bil vplivanje na parlamentarne volitve. Prek diskvalifikacij političnih tekmecev so poskušali koristiti SDS. To so sklepi preiskovalne komisije, ki jih je potrdil tudi državni zbor. Večina avtorjev je objavljala članke pod psevdonimi in za njimi so se skrivali nekateri (tedanji ali še sedanji) novinarji tednikov Reporter in Demokracija ter Slovenske tiskovne agencije. Visoko zadolženo podjetje, ki je izdajalo Slovenski tednik, je direktor Andrej Lasbaher prodal nekemu brezdomcu.
Zaradi nekaterih člankov je bil Lasbaher večkrat na sodišču.